# Suzuki SX4 S-Cross
La Suzuki SX4 S-Cross, chiamata anche semplicemente S-Cross a seconda dei mercati in cui viene commercializzata, è un'autovettura prodotta dalla casa automobilistica giapponese Suzuki a partire dal 2013.

## Prima serie (JY; 2013-2022)

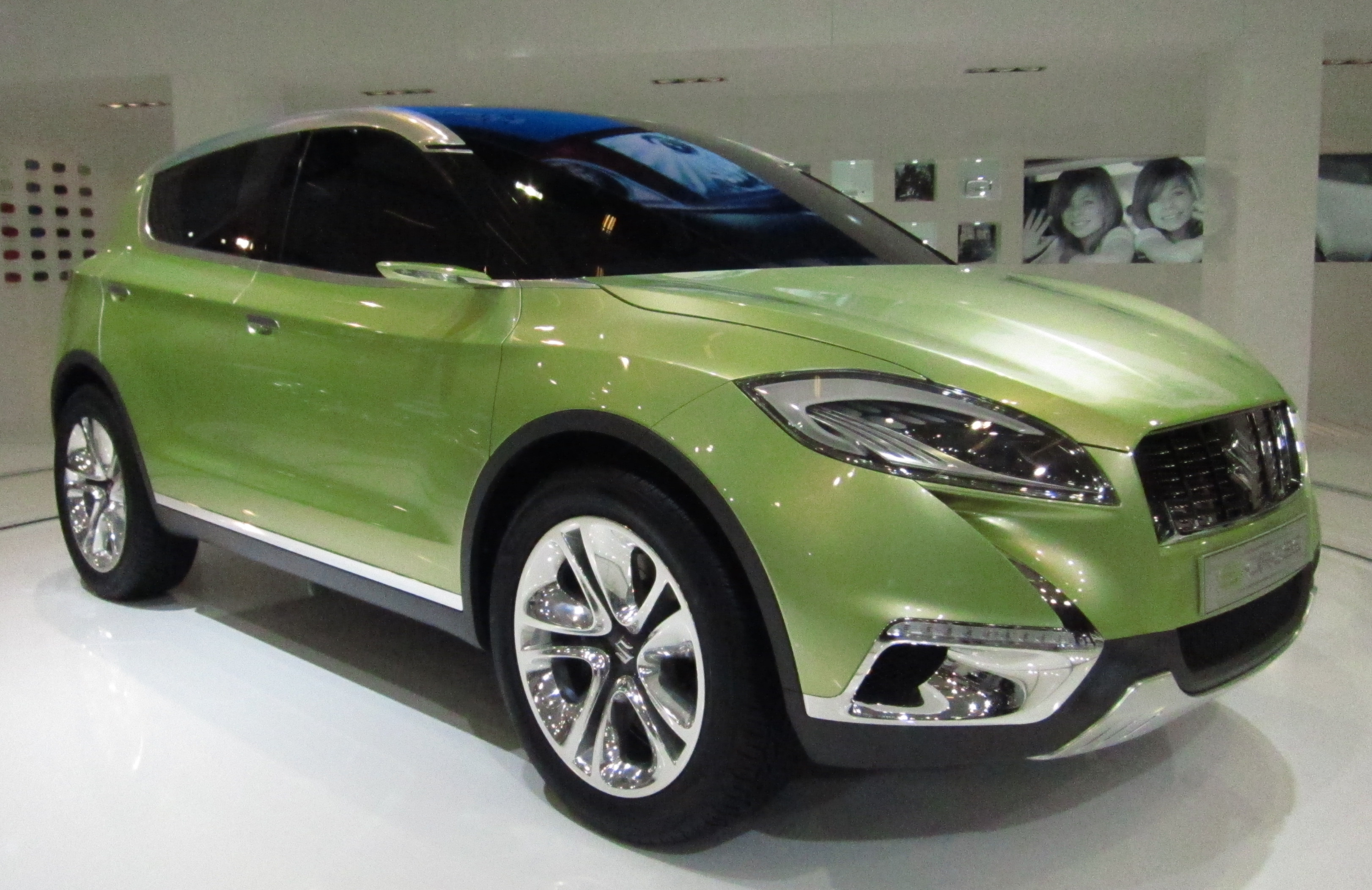
S-Cross Concept del 2012

Al salone di Parigi nel settembre 2012, la casa giapponese ha presentato la S-Cross Concept, un crossover compatto come anteprima di un futuro modello di produzione. La Suzuki dichiarò che la S-Cross non avrebbe subito sostituto la SX4, la cui produzione sarebbe continuata parallelamente.
Al salone dell'automobile di Ginevra del 2013, dopo la prima presentazione avvenuta sei mesi prima al salone dell'automobile di Parigi, viene presentata la seconda serie del modello, totalmente nuova realizzata sulla base telaistica della Suzuki Platform C che non ha più corrispondenze con il precedente modello realizzato in collaborazione con la FIAT (che ha sostituito la Fiat Sedici con la Fiat 500X).

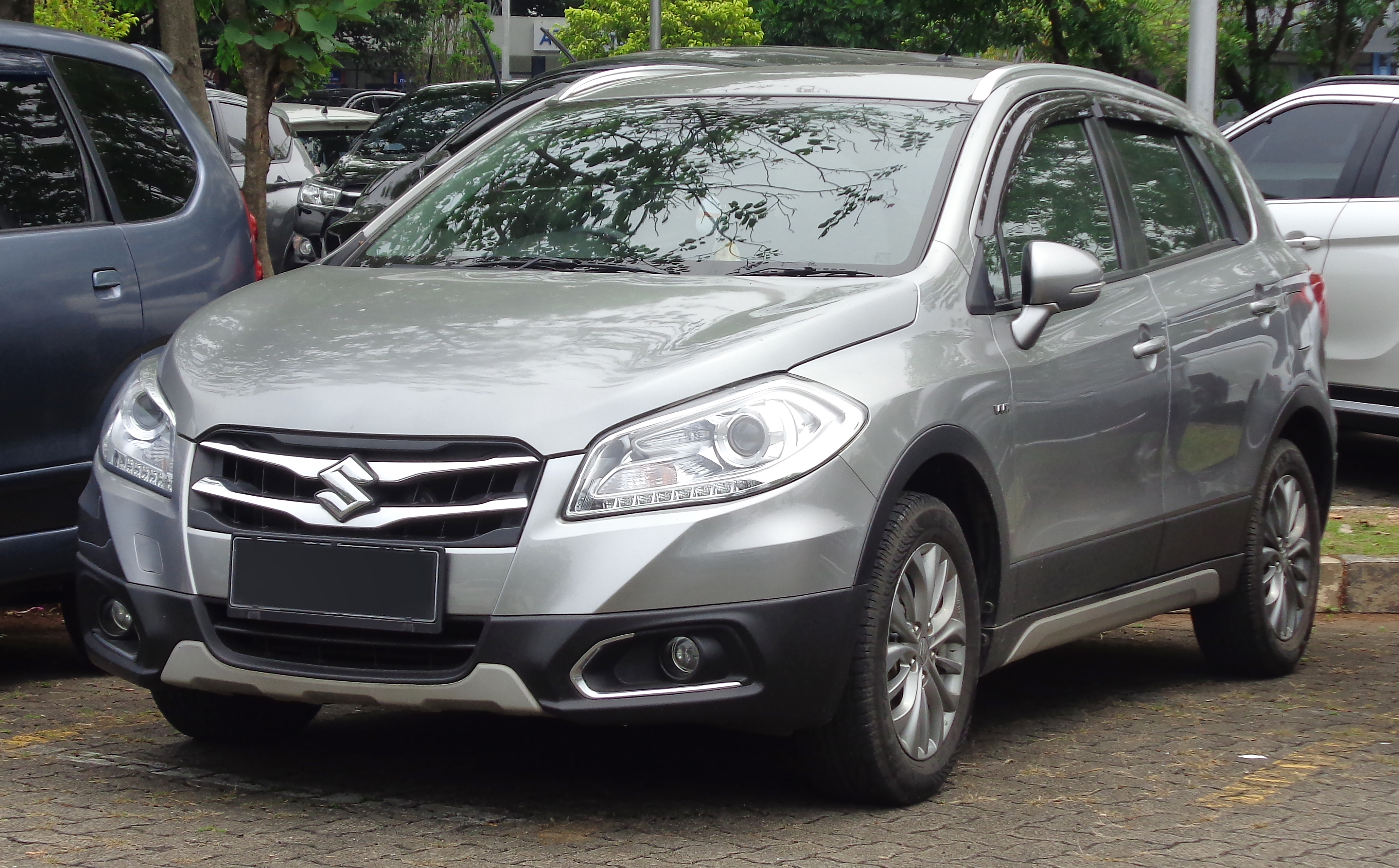
Suzuki S-Cross per il mercato indonesiano

La nuova generazione ha ingombri aumentati rispetto alla precedente, con la lunghezza della versione standard che arriva a 4300 mm e il passo che arriva a 2600 mm, andandosi a porre nella fascia di mercato superiore delle cosiddette "Segmento C", nella categoria dei Crossover SUV di medie dimensioni. Ciononostante le dimensioni siano maggiori, la S-Cross è mediamente più leggera di circa 60 kg rispetto alla precedente SX4.
Le motorizzazioni, sia a benzina che a gasolio, sono entrambe da 1600 cm³ di cilindrata.

### Restyling 2016

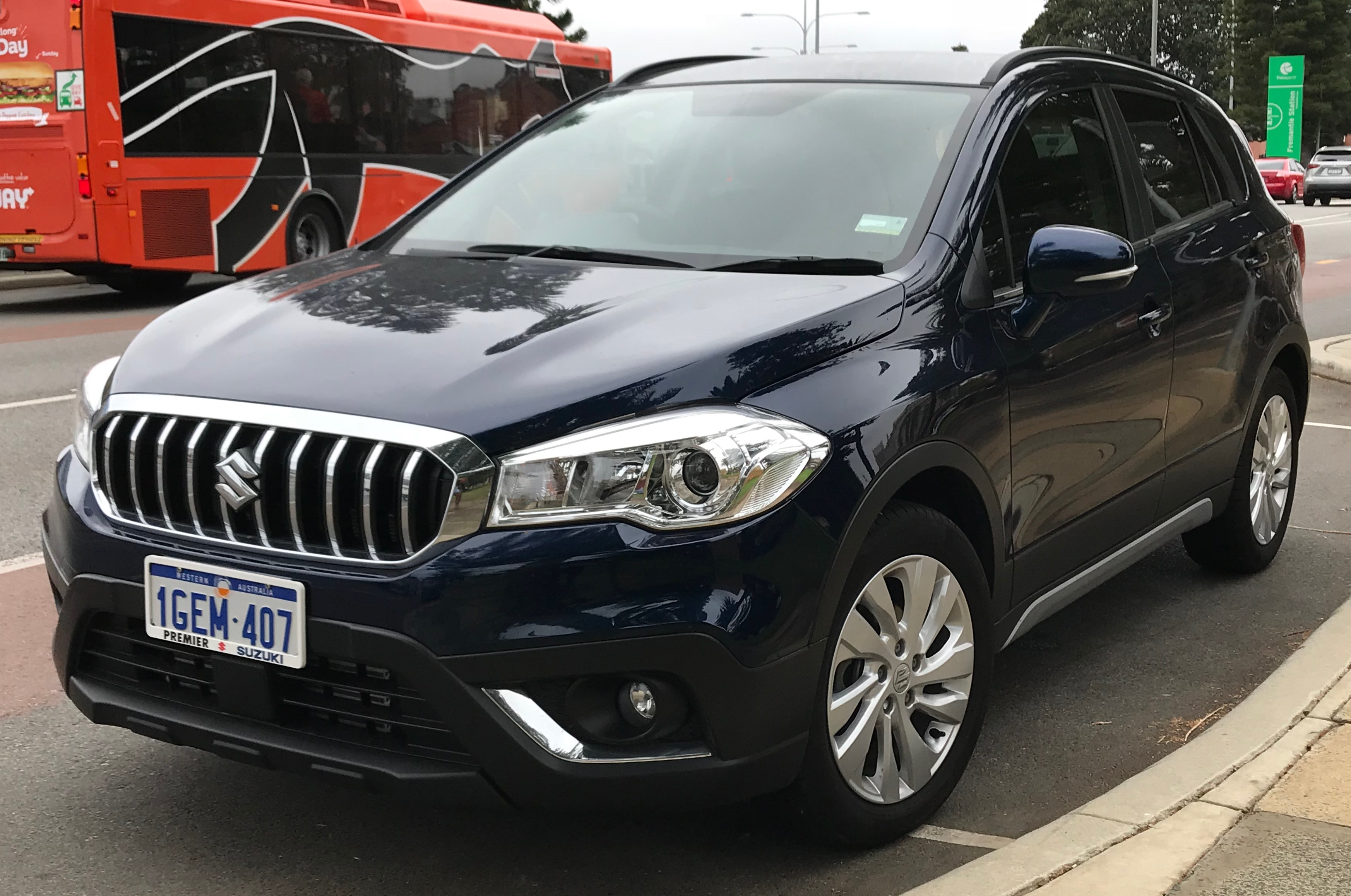
Restyling 2016

Nel settembre 2016 in occasione del Salone di Parigi 2016, la S-Cross ha ricevuto un importante restyling di metà carriera. Il frontale è stato ridisegnato e il motore benzina da 1.6 litri a iniezione indiretta (M16a) è stato sostituito da due motorizzazioni benzina Boosterjet da 1,0 litro a tre cilindri da 82 kW (111 CV) e 170 Nm e un 1,4 litri a quattro cilindri da 103 kW (140 CV) e 220 Nm, a iniezione diretta sovralimentati mediante turbocompressore derivati dalle coeve Baleno e Vitara (quest'ultimo nel 2020 è stato aggiornato nella componentistica elettronica ed abbinato anche ad un sistema ibrido leggero); contestualmente, il cambio Jatco CVT viene sostituito dell'automatico Aisin a 6 rapporti già impegnato sulla Vitara.

## Seconda serie (2022-)

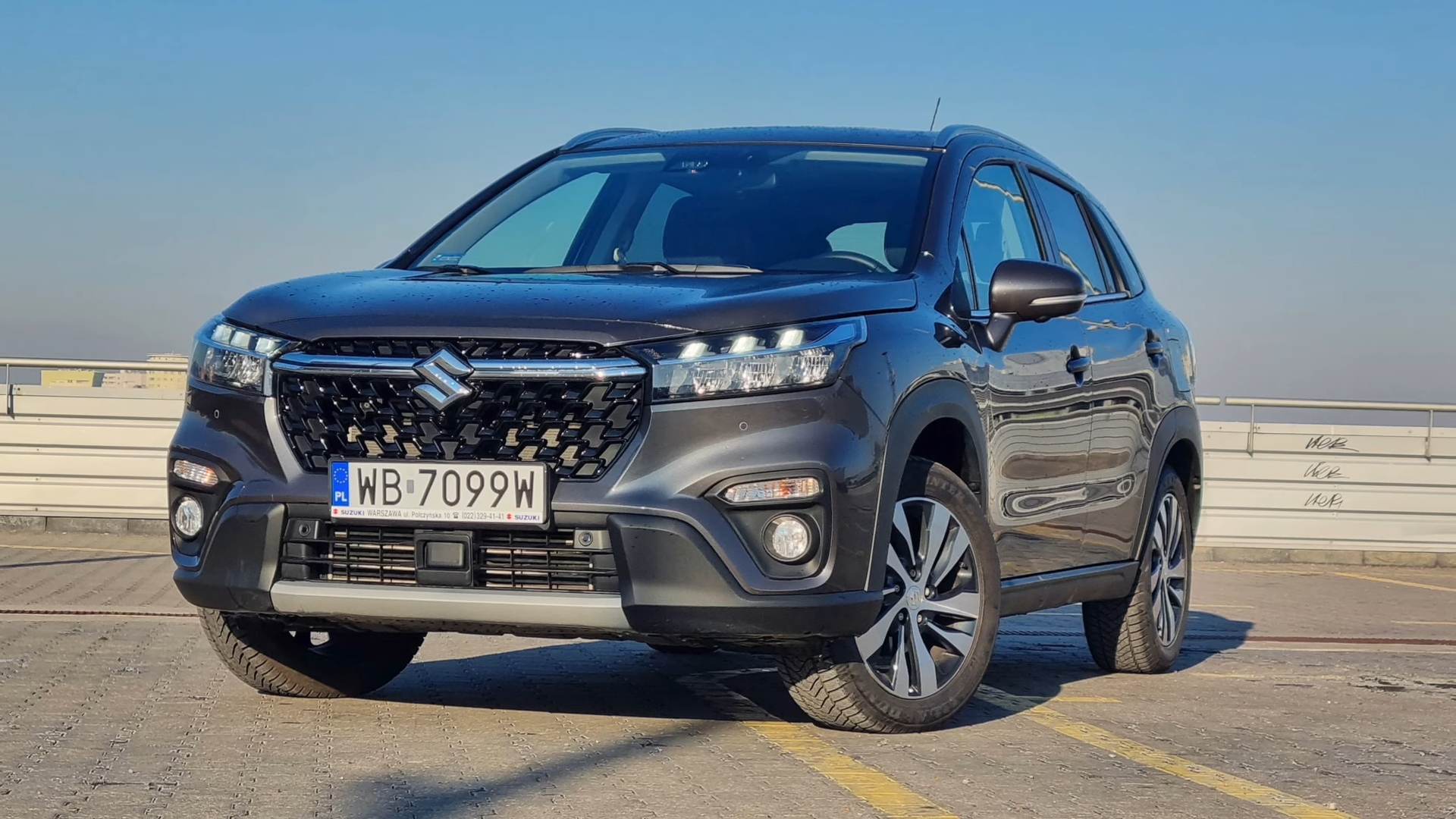
S-Cross II

Disegnata in Italia presso il Centro Stile Europeo Suzuki di Torino, la casa nipponica ha presentato online la seconda generazione della SX4 S-Cross il 25 novembre 2021, che continua ad essere prodotta dalla Magyar Suzuki in Ungheria per il mercato europeo ed esportata anche in Asia, Oceania e America Latina.
L'auto condivide parte dell'ossatura con la generazione precedente, con però importanti modifiche sia meccaniche che all'esterno, con un nuovo design anteriore e posteriore. Gli interni hanno ricevuto un nuovo cruscotto e nuova strumentazione che integra un display LCD da 4,2 pollici della Vitara e un sistema di infotainment dotato di schermo touchscreen da 7 o 9 pollici. Anche i sistema di assistenza alla guida sono stati aggiornati, con l'aggiunta di un'ulteriore telecamera a 360 gradi, il monitoraggio degli angoli ciechi e l'avviso di traffico incrociato. Le dimensioni esterne e lo spazio interno rimangono sostanzialmente invariate rispetto alla generazione precedente.

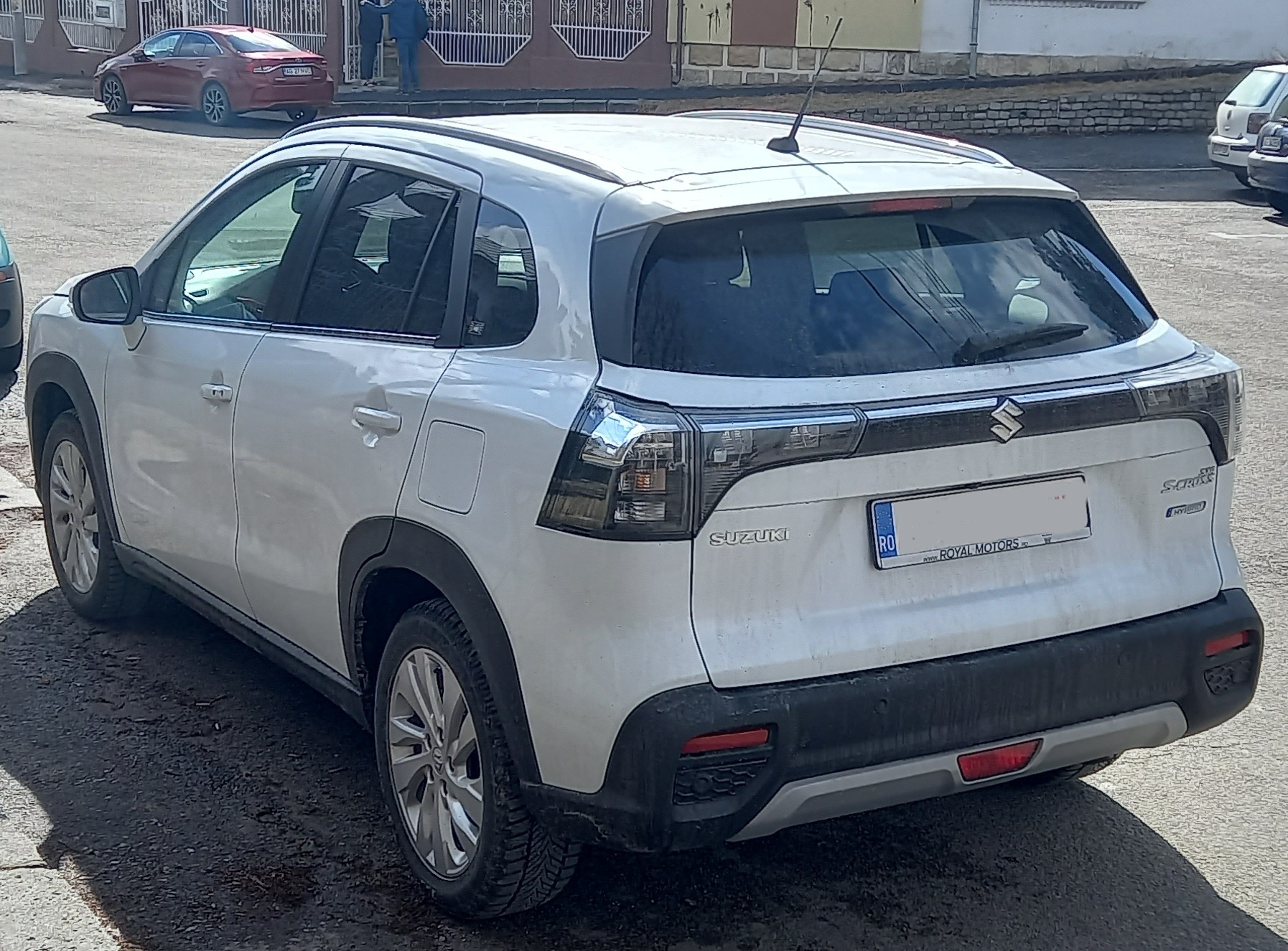
S-Cross

Per il mercato europeo l'unico motore disponibile al lancio è il 1,4 litri a quattro cilindri turbocompresso a iniezione diretta ripreso dal modello precedente abbinato ad un sistema ibrido leggero (Mild Hybrid), a cui è collegato attraverso una cinghia il motogeneratore ISG (Integrated Starter Generator) a 48V. Il propulsore endotermico eroga 129 CV (95 kW) e 235 N⋅m di coppia costanti tra i 2000 e i 3000 giri, mentre il motore elettrico produce 13,6 CV (10 kW) e 53 N⋅m di coppia. Le trasmissioni abbinabili sono due, un manuale e automatico entrambi a 6 marce ed è disponibile sia in configurazioni a trazione anteriore che a trazione integrale..
Alla fine di luglio 2022, è stata introdotta una motorizzazione full hybrid, composta da un 1,5 litri quattro cilindri a ciclo Atkinson con una potenza massima di 102 CV, collegato ad un motore elettrico con una potenza di 33 CV che lavora attraverso una rete a 140 Volt. La potenza totale combinata tra i due motori è di 115 CV, con la trasmissione che è abbinata unicamente alla trazione anteriore ed a un cambio automatico robotizzato con frizione singola. Per l'occasione la vettura ha subìto dei piccoli aggiornamenti, come all'interno dove c'è un nuovo display del sistema multimediale, che è più grande e integra nuove funzionalità.